# Good Neighbours
Good Neighbours ist ein Indie-Folk-Duo aus London, das derzeit bei Universal Music unter Vertrag steht.

## Bandgeschichte
Good Neighbours besteht aus Oli Fox und Scott Verill. Oli Fox stammt aus Essex und trat als Singer-Songwriter bereits 2018 im Vorprogramm von Sigrid auf. Scott Verrill stammt aus Südlondon und trat bereits unter den Künstlernamen kwassa, Kyko und Good Scott auf und veröffentlichte drei Solo-EPs. Er war außerdem als Teenager Teil der Band Theory of 6 Degrees, die als jüngste Band auf dem Glastonbury Festival auftreten durfte.
Der Bandname entstand dadurch, dass die beiden Musiker in benachbarten Tonstudios in East London waren und sich immer wieder über den Weg liefen. 2023 beschlossen sie gemeinsam Musik zu machen.
Ihre erste Single Home erschien noch vor dem offiziellen Veröffentlichungsdatum als Demo auf TikTok und ging dort bereits viral. Nach der Vertragsunterzeichnung bei Universal Music wurde das Lied von der Plattform entfernt. Der Song ist eine Liebeserklärung an das eigene Zuhause. Das Lied kam international in die Charts. 

## Diskografie
Singles

| Jahr | Titel Album | Höchstplatzierung, Gesamtwochen, AuszeichnungChartplatzierungen (Jahr, Titel, Album, Platzierungen, Wochen, Auszeichnungen, Anmerkungen) | Höchstplatzierung, Gesamtwochen, AuszeichnungChartplatzierungen (Jahr, Titel, Album, Platzierungen, Wochen, Auszeichnungen, Anmerkungen) | Höchstplatzierung, Gesamtwochen, AuszeichnungChartplatzierungen (Jahr, Titel, Album, Platzierungen, Wochen, Auszeichnungen, Anmerkungen) | Höchstplatzierung, Gesamtwochen, AuszeichnungChartplatzierungen (Jahr, Titel, Album, Platzierungen, Wochen, Auszeichnungen, Anmerkungen) | Höchstplatzierung, Gesamtwochen, AuszeichnungChartplatzierungen (Jahr, Titel, Album, Platzierungen, Wochen, Auszeichnungen, Anmerkungen) | Anmerkungen                           |
| Jahr | Titel Album | DE | AT | CH | UK | US | Anmerkungen                           |
| ---- | ----------- | --- | --- | --- | --- | --- | ------------------------------------- |
| 2024 | Home –      | DE58 (8 Wo.)DE | AT37 Gold · (10 Wo.)AT | CH50 (12 Wo.)CH | UK26 Gold · (17 Wo.)UK | US77 Platin · (11 Wo.)US | Erstveröffentlichung: 17. Januar 2024 |

Weitere Singles
- 2024: Keep It Up

## Auszeichnungen für Musikverkäufe
| Goldene Schallplatte - Belgien - 2025: für die Single Home - Brasilien - 2025: für die Single Home - Neuseeland - 2024: für die Single Home - Schweden - 2025: für die Single Home | Platin-Schallplatte - Australien - 2024: für die Single Home 2× Platin-Schallplatte - Kanada - 2024: für die Single Home |

Anmerkung: Auszeichnungen in Ländern aus den Charttabellen bzw. Chartboxen sind in ebendiesen zu finden.
| Land/RegionAuszeichnungen für Musikverkäufe (Land/Region, Auszeichnungen, Verkäufe, Quellen) | Gold     | Platin     | Verkäufe  | Quellen                   |
| -------------------------------------------------------------------------------------------- | -------- | ---------- | --------- | ------------------------- |
| Australien (ARIA)                                                                            | —        | Platin1    | 70.000    | aria.com.au               |
| Belgien (BRMA)                                                                               | Gold1    | —          | 20.000    | ultratop.be               |
| Brasilien (PMB)                                                                              | Gold1    | —          | 20.000    | pro-musicabr.org.br       |
| Kanada (MC)                                                                                  | —        | 2× Platin2 | 160.000   | musiccanada.com           |
| Neuseeland (RMNZ)                                                                            | Gold1    | —          | 15.000    | aotearoamusiccharts.co.nz |
| Österreich (IFPI)                                                                            | Gold1    | —          | 15.000    | ifpi.at                   |
| Schweden (IFPI)                                                                              | Gold1    | —          | 60.000    | sverigetopplistan.se      |
| Vereinigte Staaten (RIAA)                                                                    | —        | Platin1    | 1.000.000 | riaa.com                  |
| Vereinigtes Königreich (BPI)                                                                 | Gold1    | —          | 400.000   | bpi.co.uk                 |
| Insgesamt                                                                                    | 6× Gold6 | 4× Platin4 |           |                           |